# Desiderio
Desiderio is een Italiaanse dramafilm uit 1946 onder regie van Marcello Pagliero en Roberto Rossellini.

## Verhaal
Een jonge vrouw uit Milaan voelt zich waardeloos tegenover haar geliefde. Bovendien heeft een goede vriend juist zelfmoord gepleegd. Ze keert dan maar terug naar haar geboortedorp in de Abruzzen. Daar krijgt ze problemen met haar vader en bovendien begint een oude geliefde haar te chanteren.

## Rolverdeling
| Acteur                 | Personage              |
| ---------------------- | ---------------------- |
| Massimo Girotti        | Nando Mancini          |
| Carlo Ninchi           | Giovanni Mirelli       |
| Elli Parvo             | Paola Previtali        |
| Roswita Schmidt        | Anna Previtali Mancini |
| Lia Corelli            | Elena                  |
| Francesco Grandjacquet | Riccardo               |
| Jucci Kellerman        | Lia                    |
| Giovanna Scotto        | Elvira Previtali       |